# Павлов, Яков Федотович
Я́ков Федо́тович Па́влов (4 [17] октября 1917, дер. Крестовая, Валдайский уезд, Новгородская губерния — 28 сентября 1981, Новгород, РСФСР, СССР) — герой Сталинградской битвы, командир группы бойцов, которая осенью 1942 года обороняла четырёхэтажный жилой дом на площади Ленина (дом Павлова) в центре Сталинграда. Этот дом и его защитники стали символом героической обороны города на Волге. Герой Советского Союза (1945).

## Биография
Родился в деревне Крестовая, окончил начальную школу, работал в сельском хозяйстве. В 1938 году он был призван в Красную Армию. Великую Отечественную войну встретил в боевых частях в районе Ковеля, в составе войск Юго-Западного фронта.
В 1942 году Павлов был направлен в 42-й гвардейский стрелковый полк 13-й гвардейской дивизии генерала Александра Родимцева. Принимал участие в оборонительных боях на подступах к Сталинграду. В июле—августе 1942 года старший сержант Яков Павлов находился на переформировании в городе Камышин, где был назначен командиром пулемётного отделения 7-й роты. В сентябре 1942 года — в боях за Сталинград, выполнял разведывательные задания.
Вечером 27 сентября 1942 года Павлов получил боевое задание командира 7 роты лейтенанта Наумова разведать обстановку в 4-этажном здании, выходящем торцом на площадь 9-го января. Это здание занимало важное тактическое положение. С тремя бойцами (Черноголовом, Глущенко и Александровым) он выбил немцев из здания и полностью захватил его.
После занятия дома, «пришёл посыльный Черноголов, принёс письменное донесение от Павлова. Командиру батальона гв. к-ну Жукову дом взят, жду дополнительных указаний. 28.9.42 г. Павлов».
1 октября 1942 г. группа Павлова получила подкрепление под командованием лейтенанта Ивана Афанасьева, который был назначен командиром гарнизона дома. Численность защитников дома возросла до 26 человек.
Оборона дома продолжалась 58 дней.
19 ноября 1942 года войска Сталинградского фронта перешли в контрнаступление. 25 ноября во время атаки Павлов был ранен в ногу, лежал в госпитале, затем был наводчиком орудия и командиром отделения разведки в артиллерийских частях 3-го Украинского и 2-го Белорусского фронтов, в составе которых дошёл до Штеттина. Был награждён двумя орденами Красной Звезды и многими медалями.
27 июня 1945 года младшему лейтенанту Якову Павлову было присвоено звание Героя Советского Союза (медаль «Золотая Звезда» № 6775, с вручением ордена Ленина).
- Мемориальная доска
на Доме Павлова в Волгограде
- Памятная доска на доме по ул. Щитной в Великом Новгороде, где жил Павлов
- Памятник на Западном кладбище Великого Новгорода
- Маркированный конверт Почты СССР,
1984 год

Демобилизован из рядов Советской Армии в августе 1946 года. После демобилизации работал директором типографии в городе Валдай Новгородской области, был третьим секретарём райкома КПСС, окончил Высшую партшколу при ЦК КПСС. Трижды избирался депутатом Верховного Совета РСФСР от Новгородской области. После войны был награждён также орденом Октябрьской Революции. Неоднократно приезжал в Сталинград (ныне Волгоград), встречался с жителями города, пережившими войну и восстанавливавшими его из руин. В 1980 году Якову Павлову присвоено звание «Почётный гражданин города-героя Волгограда».
Павлов похоронен на аллее героев Западного кладбища Великого Новгорода.

## Память
Имя Якова Павлова увековечено на мемориальной стене Дома Павлова в Волгограде.
В Великом Новгороде в школе-интернате его имени для детей сирот и детей, оставшихся без попечения родителей, существует музей Павлова (микрорайон Деревяницы, улица Береговая, дом № 44).
Имя Павлова носят улицы в Великом Новгороде, Валдае, Йошкар-Оле, Смоленске.

## Образ в культуре
Герой поэмы "Голос  Сталинграда" Мумин Каноата (перевод с таджикского Роберта Рождественского).
Кинематография
- Сталинградская битва (1949) — Леонид Князев.
- Сталинград (1989) — Сергей Гармаш.

Компьютерные игры
- Яков Павлов появляется в компьютерной игре Call of Duty в миссии «Павлов».
- В компьютерной игре Panzer Corps в гранд кампании 42-го года в миссии «Доки Сталинграда» присутствует дом Павлова, который защищает отряд «Сержант Павлов».
- Яков Павлов принимал участие в фестивале «Песня-74».
- Яков Павлов появляется в игре Sniper Elite.
- Дом Павлова присутствует в компьютерной игре Red Orchestra 2: Heroes of Stalingrad.
- Дом Павлова присутствует в одной из миссий компьютерной игры Call to Arms - Gates Of Hell: Ostfront.